# Rani-ki-Vav

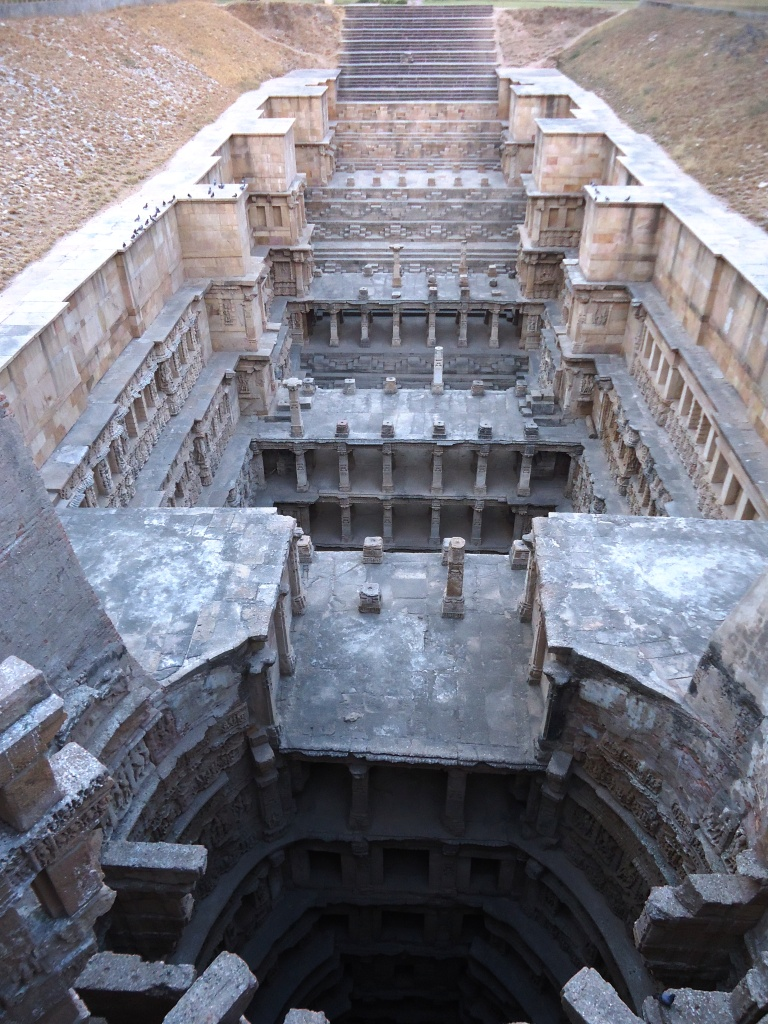
Rani Ki Vav, visto de cima

Rani ki vav é um poço de construção extremamente complexa, localizado na cidade de Patan em Gujarat, Índia.

## História
Rani ki vav, ou Ran-ki vav (Poço da Rainha) foi construído durante a Dinastia Solanki.
Acredita-se que foi construído em memória de Bhimdev I (1022-1063), filho de Mularaja, o fundador da Dinastia Solanki de Anahilwada Patan, em cerca de 1050 pela sua rainha viúva Udayamati e provavelmente completado por Udayamati e Karandev I após sua morte. A uma referência à construção do monumento por Udayamati está na Prabandha Chintamani, composta pelo monge jainista Merunga Suri em 1304.
O poço foi depois inundado pelo Rio Saraswati e assoreado até a década de 1980. Quando foi escavado por arqueólogos indianos, os relevos estavam em ótimas condições, como novos.

## Arquitetura

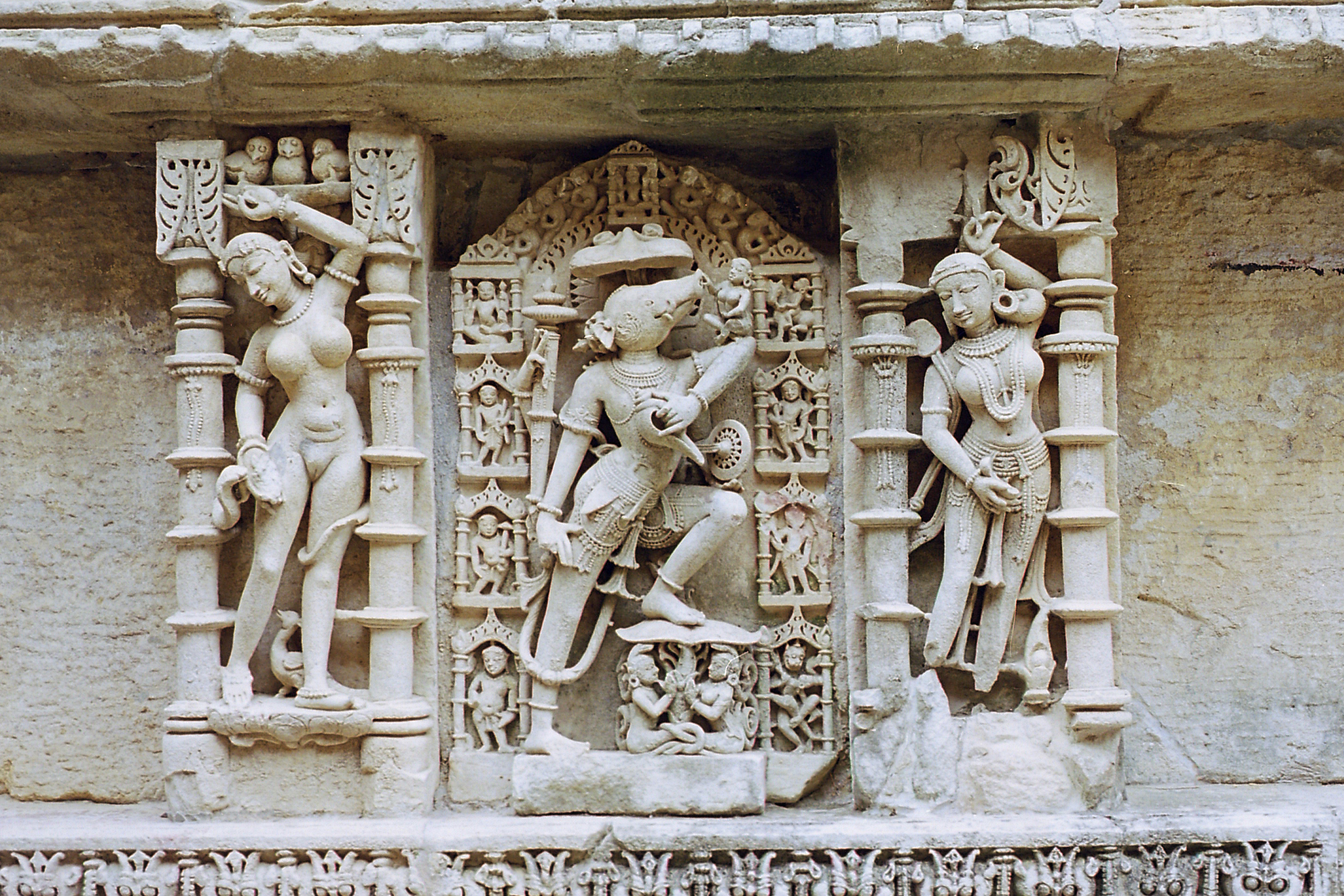
Escultura de Vishnu no Rani ki Vav

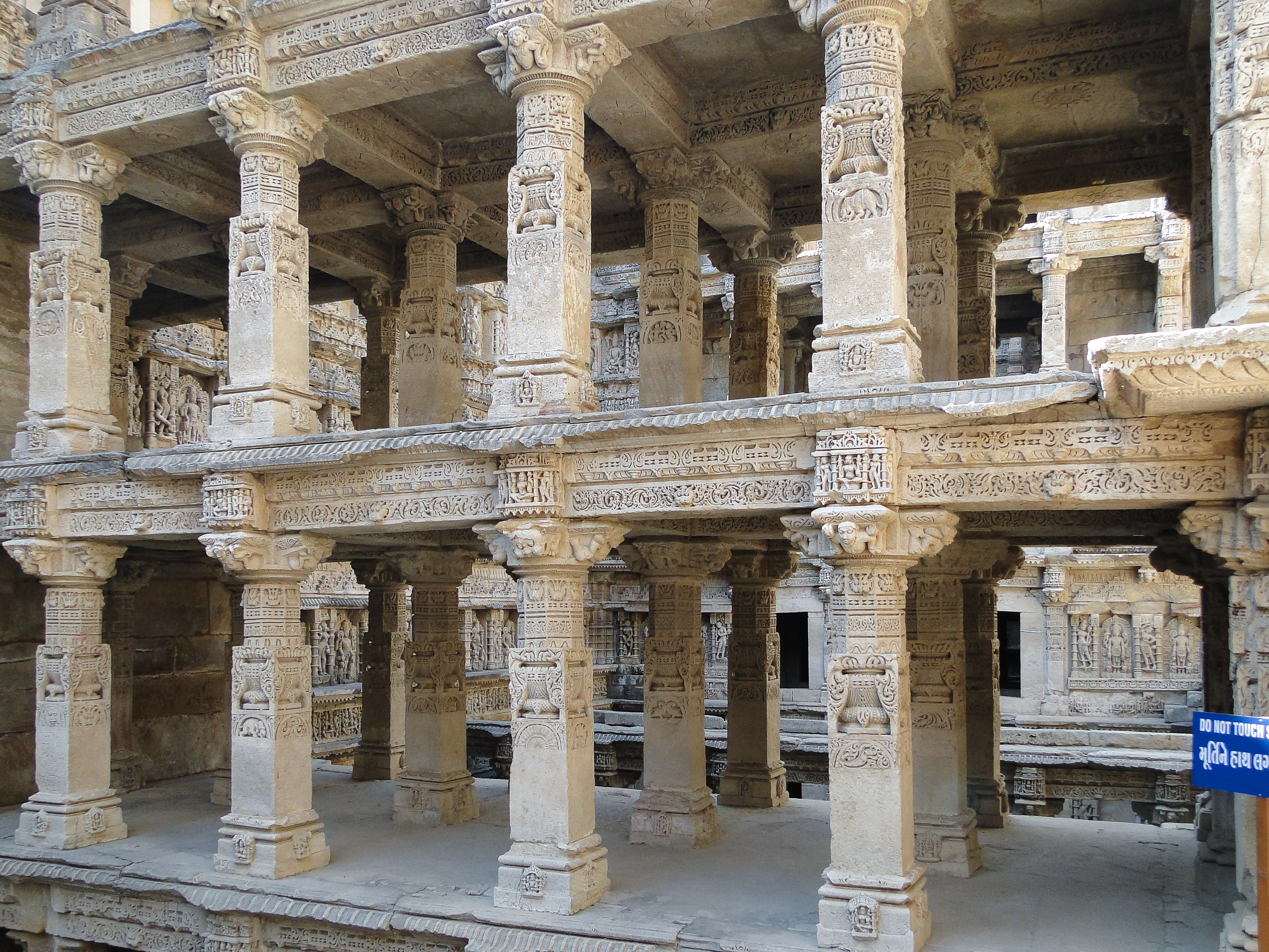
Pilares esculpidos

Este magnífico poço mede aproximadamente 64m de comprimento, 20m de largura e 27m de profundidade. É uma das maiores e mais suntuosas estruturas do tipo. Há um pequeno portão abaixo do último degrau, com um túnel de 30 quilômetros (bloqueado por pedras e lama), que leva à cidade de Sidhpur, perto de Patan. Foi usado como rota de fuga para o rei, que construiu o poço em uma época de guerra.
A maioria das esculturas são em devoção à Vishnu na forma dos avatares Kalki, Rama, Mahisasurmardini, Narsinh, Vaman, Varahi e outros representando o seu retorno ao mundo.
Por volta de 50, 60 anos atrás, havia plantas ayurvédicas nesta área e a água acumulada no Rani ki kav era considerada curativa para doenças virais, febre, etc.
Não era apenas um local para coleta da água e socializar, mas também um local de grande significado espiritual. Originalmente, os poços da região eram construções muito simples, mas foram tornando-se cada vez mais intrincadas com os anos, talvez a fim de explicar o conceito antigo de santidade da água com a adição das deidades esculpidas em pedra.

## UNESCO
Rani ki kav foi incluído na lista de patrimônio Mundial da UNESCO por "ser um trabalho multicultural de arte e arquitetura".